# Hlivištia
Hlivištia és un poble i municipi d'Eslovàquia. Es troba a la regió de Košice, a l'est del país.

## Història
La primera referència escrita de la vila data del 1413.

## Demografia
| Godina             | 1994 | 2004    | 2014   | 2024   |
| ------------------ | ---- | ------- | ------ | ------ |
| Nombre de persones | 432  | 376     | 385    | 355    |
| Diferència         |      | −12,96% | +2,39% | −7,79% |

| Godina             | 2023 | 2024   |
| ------------------ | ---- | ------ |
| Nombre de persones | 358  | 355    |
| Diferència         |      | −0,83% |